# كلايتون موريس
كلايتون موريس (بالإنجليزية: Clayton Morris)‏ هو صحفي ومقدم تلفزيوني أمريكي، ولد في 31 ديسمبر 1976 في فيلادلفيا في الولايات المتحدة.

## وصلات خارجية
- الموقع الرسمي